# Pernovo
Pernovo – wieś w Słowenii, w gminie Žalec. W 2018 roku liczyła 504 mieszkańców.